# はてな (企業)

2021年7月15日までの古いロゴ

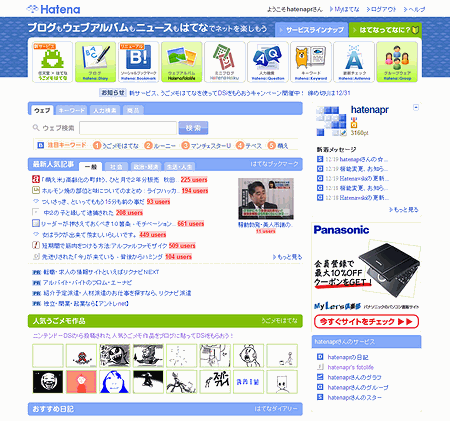
はてなのトップページ https://www.hatena.ne.jp/ の画像。2008年12月のもの。

株式会社はてなは、主にナレッジコミュニティサービス「人力検索はてな」やブログホスティングサービス「はてなブログ」、ソーシャルブックマークサービス「はてなブックマーク」などの開発・運営を日本で行っている企業。

## 主な事業
創業時からの事業であるコンテンツプラットフォームサービス、自社サービスを利用したコンテンツマーケティングサービス、受託開発・保守サービスを中心としたテクノロジーソリューションサービスの3カテゴリからなる
コンテンツプラットフォームサービス
- はてなブログ - ウェブログ
- はてなブログBusiness - 法人向けのはてなブログ
- はてなブックマーク - ソーシャルブックマーク

コンテンツマーケティングサービス
- はてなCMS - オウンドメディアの構築・運用支援サービス
- 自社サービス利用者向けの広告事業

テクノロジーソリューションサービス
- Mackerel - SaaS型サーバ監視サービス
- GigaViewer - 出版社向けのウェブ型・スマートフォンアプリ型マンガビューワー　2024年11月時点で、17社・25サービスで採用[7]
- カクヨム - KADOKAWAと共同開発した小説投稿・収益還元プラットフォーム[8]
- 魔法のiらんど - KADOKAWAと共同でリニューアル開発し、運用支援に取り組む小説投稿サイト
- マンガノ！ - 集英社と共同開発・共同運営のマンガ投稿・販売サービス
- ジャンプルーキー！ - 集英社と共同開発のマンガ投稿・公開サービス
- あしたのヤングジャンプ - 集英社と共同開発したマンガ投稿・公開サービス
- 任天堂関係
  - うごメモシアター・うごメモはてな - ニンテンドーDSi向けソフト『うごくメモ帳』のコミュニティサイト[9]　サービス終了
  - Flipnote Hatena - 「うごメモはてな」の北米版[10]　サービス終了
  - Miiverse - Wii U・ニンテンドー3DS向けソーシャルネットワーキングサービス　任天堂との共同開発[11]　サービス終了
  - スマプラス - Nintendo Switch用ゲーム『大乱闘スマッシュブラザーズ SPECIAL』との連携サービス[11]
  - イカリング2 - Nintendo Switch用ゲーム『スプラトゥーン2』との連携サービス[12]
  - イカリング3 - Nintendo Switch用ゲームソフト『スプラトゥーン3』との連携サービス[13]

## 沿革
- 2001年
  - 7月15日 - 人力検索サイトはてな（現：人力検索はてな）運営開始
  - 7月19日 - 京都府京都市下京区京都リサーチパークに有限会社はてな設立。近藤淳也が代表取締役就任。
- 2002年5月18日 - はてなアンテナサービス開始
- 2003年
  - 1月16日 - はてなダイアリーベータ版リリース
  - 3月13日 - ブログサービス「はてなダイアリー」正式版リリース
- 2004年
  - 1月1日 - はてなダイアリーキーワード（現：はてなキーワード）はてな編集権をはてなダイアリー市民に限定
  - 1月5日 - はてな掲示板いわしに書きこみできるユーザーを限定（はてなで質問を終えたことがあるか回答をしたことがある者のみに変更）
  - 1月23日 - はてなダイアリーブック注文受付開始
  - 1月27日 - デジタルコンテンツグランプリ受賞
  - 2月1日 - 株式会社はてなに改組。
  - 2月6日 - 第9回 AMD Award '03 Best Programmer賞受賞
  - 2月20日 - アンケートはてなサービス開始
  - 4月1日 - エイプリルフールネタとしてはてなダイアリーを「はてなブログ」と名称変更（1日限定）
  - 4月10日 - 東京都渋谷区に事務所（本社）を移転
  - 4月15日 - はてなカウンター提供開始
  - 4月23日 - はてなグループベータ版リリース
  - 5月20日 - はてなグループ正式リリース
  - 5月27日 - はてなダイアリーブックに縦書き機能搭載
  - 7月7日 - ビーケーワンと提携し、専門カテゴリー「bk1はてな」をスタート
  - 10月28日 - はてなフォトライフベータ版リリース
  - 11月5日 - はてな検索サービス開始
- 2005年
  - 1月14日 - 写真・動画共有サービス「はてなフォトライフ」正式版リリース
  - 2月10日 - はてなブックマークベータ版リリース
  - 7月7日 - はてなマップベータ版リリース（現在はサービス終了）
  - 7月28日 - はてなグラフベータ版リリース
  - 8月19日 - ソーシャルブックマークサービス「はてなブックマーク」正式版リリース
  - 11月7日 - はてなリングリリース
- 2006年3月30日 - アメリカのシリコンバレーに100%子会社「Hatena Inc.」を設立した。代表には日本と兼任で近藤淳也が就任した[14]。
- 2007年
  - 7月11日 - 「はてなスター」、「はてなメッセージ」リリース
  - 12月13日 - はてなハイク、はてなワールドベータ版リリース（はてなワールドは現在サービス終了）
- 2008年
  - 4月 - 京都市中京区に京都オフィスを開設。
  - 5月 - 本店を目黒区中目黒に移転。
  - 9月1日 - はてなダイアリーキーワードをはてなダイアリーから分離、はてなキーワードに改称
  - 12月24日 - 任天堂と協業し、うごメモシアター、うごメモはてなリリース
- 2009年
  - 2月 - はてなブックマークニュース（現：はてなニュース） サービス開始
  - 3月 - カラースターショップにて販売されている、はてなスターの色違いバージョン「カラースター」 サービス開始
  - 5月6日 - はてな各サービスの総ユーザー数が100万人を突破
  - 11月 - はてなハイク2（仮称）ベータ版リリース
- 2010年10月1日 - はてなランドをリリースするも、同年10月15日にサービス終了
- 2011年11月7日 - はてなブログベータ版を招待制でリリース[15]
- 2012年
  - 10月 - 東京都港区に本店移転。
  - 10月1日 - はてなOne、はてなまとめ(仮)、はてなハイク2 (仮称)、はてなリングと、8つのラボサービス（16x16、はてなSNS、はてなWordLink、はてなわんわんワールド、はてなニュース、はてなボトル、はてなロクロ、はてな検索プラス）を終了。
  - 11月 - 「Miiverse」（開発・運営：任天堂／開発協力：はてな）北米・欧州でサービス開始
  - 12月 - 「Miiverse」（開発・運営：任天堂／開発協力：はてな）日本でサービス開始
- 2013年
  - 1月 - 「はてなダイアリー」をフルリニューアルしたブログサービス「はてなブログ」 サービス開始
  - 5月31日 - うごメモシアター及びうごメモはてなを終了。
- 2014年
  - 3月 - 企業向けオウンドメディア支援サービス「はてなブログ Media」 サービス開始。
  - 5月 - サーバー監視サービス「Mackerel」 ベータ版サービス開始
  - 8月1日 - 栗栖義臣が代表取締役社長に就任。近藤淳也が代表取締役会長に就任。[16]
  - 8月 - 「BrandSafe はてな」提供開始
  - 9月 - サーバー監視サービス「Mackerel」 サービス開始
  - 9月 - 集英社と共同開発で「少年ジャンプルーキー」サービス開始。
- 2015年
  - 9月 - 集英社と共同開発で「あしたのヤングジャンプ」サービス開始。
  - 11月 KDDI・ナターシャと共同運営でWebマンガ更新チェッカー「Pinga」サービス開始[17]
- 2016年
  - 2月24日 - 東京証券取引所マザーズ市場に上場[18]。
  - 2月29日 - KADOKAWAと共同開発で小説投稿サイトとして「カクヨム」をオープン。
  - 9月 - ソニーネットワークコミュニケーションズと共同事業でコミュニティ型キュレーションサービス「家電会議」サービス開始[19]。
- 2017年
  - 1月 - 少年ジャンプ＋（集英社）にマンガビューワ「GigaViewer for Web」提供開始[20]。
  - 7月 - 任天堂株式会社とのゲーム連動サービス「イカリング２」共同開発・運用開始。
  - 7月 - 任天堂株式会社とのゲーム連動サービス「スマプラス」共同開発・運用開始
  - 10月26日 - 近藤淳也が代表取締役会長を退任し、非常勤取締役就任。[21]
  - 10月 - となりのヤングジャンプ（集英社）にGigaViewer提供開始
  - 10月 - マガジンポケット（講談社）にGigaViewer提供開始
- 2018年
  - 2月 - コミックDAYS（講談社）にGigaViewer提供開始
  - 4月 - くらげバンチ（新潮社）にGigaViewer提供開始
  - 5月 - ジャンプルーキー！iOS/Androidアプリ（集英社・はてな共同開発）サービス開始
  - 8月 - コミプレ（ヒーローズ）にGigaViewer提供開始
- 2019年
  - 4月 - スマプラス（開発・運営：任天堂／開発協力：はてな）サービス開始
  - 5月 - コミックDAYS（講談社）アプリ版開発支援開始
  - 7月 - コミックガルド（オーバーラップ）にGigaViewer提供開始
  - 7月26日 - はてなダイアリーを終了し、はてなブログへ統合[22]。
- 2020年
  - 3月 - MAGCOMI（マッグガーデン）にGigaViewer提供開始
  - 3月 - webアクション（双葉社）にGigaViewer提供開始
  - 4月 - 魔法のiらんど（KADOKAWA）のリニューアルを支援
  - 9月 - スモールビジネス向けの新ブログプラン「はてなブログBusiness」の提供を開始。
- 2021年
  - 1月 - コミックトレイル（芳文社）にGigaViewer提供開始
  - 1月 - コミックブシロードWEB（ブシロードメディア）にGigaViewer提供開始
  - 4月 - 株式会社集英社とマンガ家のための作品投稿・販売プラットフォーム「マンガノ」を開始[23]。
  - 6月 - FEEL web（祥伝社）にGigaViewer提供開始
  - 7月15日 - ロゴマークをリニューアル[24]
  - 11月 - コミックガルド＋（オーバーラップ・プラス）にアプリ専用マンガビューワ「GigaViewer for Apps」提供開始[25]。
  - 11月 - サンデーうぇぶり（小学館）にGigaViewer提供開始
- 2022年
  - 3月 - 京都本社移転
  - 3月 - コロコロオンライン（小学館）にGigaViewer提供開始
  - 4月 - 東京証券取引所グロース市場に移行。
  - 5月 - COMIC OGYAAA!!（ホーム社）にGigaViewer提供開始
  - 9月 - 任天堂株式会社のゲーム連動サービス「イカリング３」開発協力。
- 2023年
  - 11月 - 任天堂株式会社の大会支援サービス「タイカイサポート」開発協力
  - 12月 - コミック アース・スター（アース・スター エンターテイメント）にGigaViewer提供開始
- 2024年
  - 3月 - カクヨムネクスト（KADOKAWA･はてな共同開発）サービス開始
  - 3月 - 少年ジャンプ＋（集英社）にアプリ専用マンガビューワ「GigaViewer for Apps」提供開始[7]。
  - 6月 - OUR FEEL（一迅社）にGigaViewer提供開始
  - 6月 - 株式会社Vaxila Labから監視プラットフォームサービス「Vaxila」を事業譲受[26]
  - 7月 - 生成AIを活用した発話分析ソリューション「toitta」ベータ版サービス開始
  - 10月 - 「toitta」提供開始
  - 11月 - Seasons（文藝春秋）にGigaViewer提供開始
- 2025年
  - 2月 - 2014年から法人向けに提供してきた「はてなブログMedia」のブランドを刷新し、「はてなCMS」として提供開始
  - 8月 - 一迅プラス（一迅社）にGigaViewer提供開始

## マスコット
はてなのサービスなどで画像としてたびたび登場する犬は、創業者の近藤夫妻の飼い犬で、名前は「しなもん」（ウェルシュ・コーギー・ペンブローク：雄：1997年10月8日 - 2013年6月21日）という。
名前の由来は、村上春樹の小説『ねじまき鳥クロニクル』の登場人物から。はてなのマスコット的存在（会長）と位置づけられている。なお、しなもんの死後に社長であった近藤淳也が経営の一線から退く形で2014年に会長に就任する際、近藤は「2代目会長」を自称していた。

## はてな村
はてな村（はてなむら）は緩く繋がる『はてな』のサービス利用者の集まりを村に見立てた言い回しであり、そこではコミュニティ意識、仲間意識が強かったとも言われている。

## テレビ番組
- 日経スペシャル カンブリア宮殿 「次世代ネットビジネスの主役たち」（2006年5月8日、テレビ東京）社長・近藤淳也出演[33]。